# Estadio Parque Federico Omar Saroldi
Das Estadio Parque Federico Omar Saroldi, auch als Estadio Saroldi bzw. Parque Federico Omar Saroldi bekannt, ist ein Fußballstadion in der uruguayischen Hauptstadt Montevideo. Es ist Eigentum und die Heimspielstätte des Fußballvereins River Plate Montevideo und bietet gegenwärtig 5165 Zuschauerplätze.

## Geschichte
Die am 2. November 1928 eingeweihte Anlage befindet sich im montevideanischen Barrio Prado. Zunächst trug die Sportstätte die Bezeichnung Olimpia Park. Der Club Atlético Olimpia, einer der beiden Vorgängervereine, der später mit Atlético Capurro zu River Plate fusionierte, trug dort seine Heimspiele aus. Die Spielstätte wurde 1932 nach dem einstigen Klubtorhüters Federico Omar Saroldi benannt, der an den Folgen einer im Spiel gegen den Central F.C. erlittenen Verletzung verstarb.

## Galerie

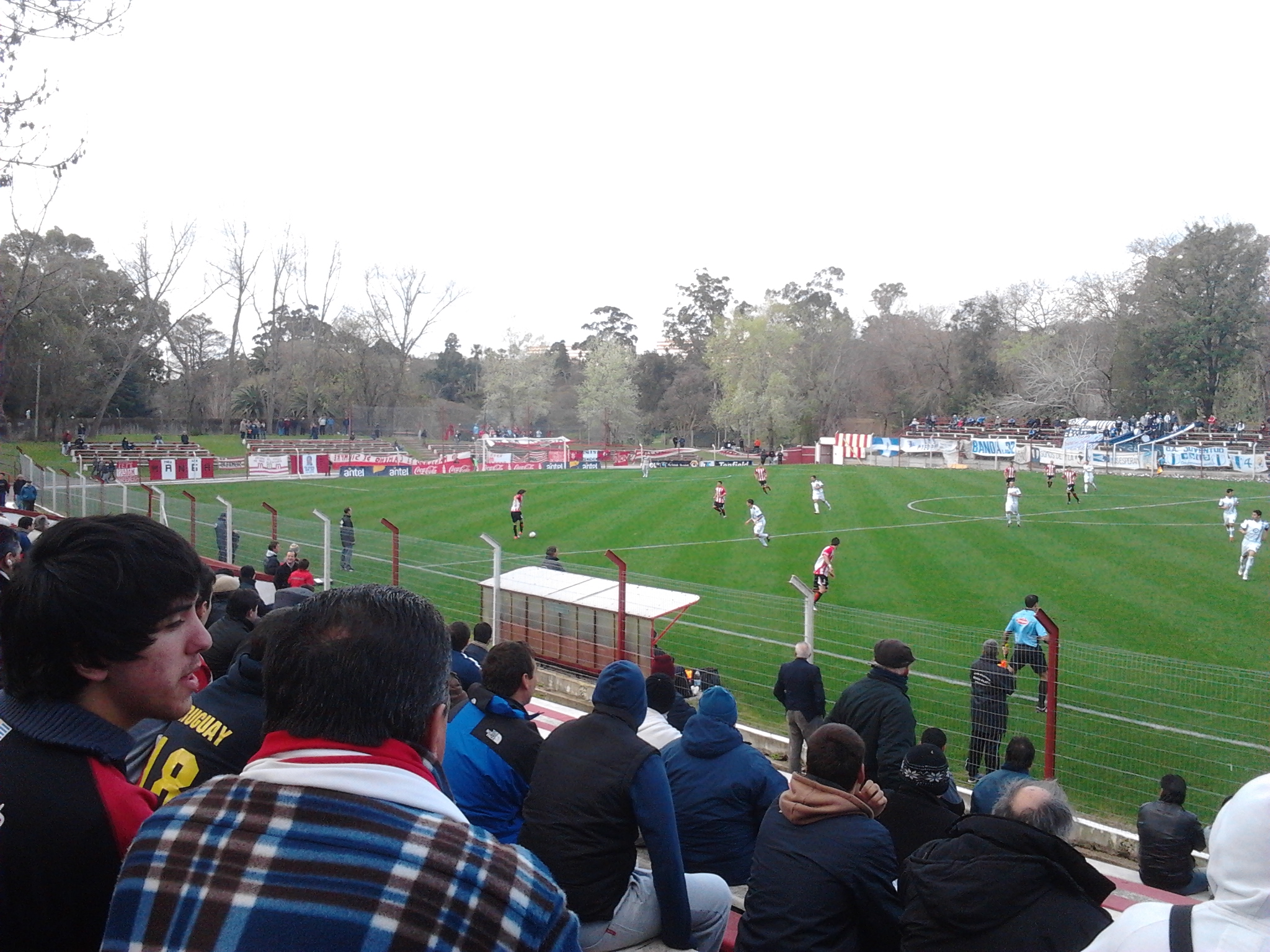
Spiel von River Plate gegen den Club Atlético Juventud (1:0) am 25. August 2012